# 医药城
医药城是中华人民共和国江苏省泰州市海陵区下辖的一个类似乡级单位。

## 行政区划
下辖以下地区：
药城虚拟社区。